# Boulevard de Sainte-Marguerite
Le boulevard de Sainte-Marguerite est une voie marseillaise située dans le 9e arrondissement de Marseille.

## Situation et accès
Il va de la rue Raymond-Teisseire au .
Il s'agit de l'artère principale du quartier éponyme qui la traverse du nord au sud. Elle débute rue Raymond-Teisseire, au franchissement de l’Huveaune, et se termine à l’entrée du quartier du Cabot, boulevard du Cabot. 
Le boulevard de Sainte-Marguerite est desservi par la ligne de métro  à la station éponyme ainsi que par les lignes de bus         du réseau RTM.

## Origine du nom
Il porte le nom du quartier Sainte-Marguerite.

## Historique
À l'origine, il s'appelait « chemin de Cassis » car il menait en direction de Cassis.
Le boulevard est classé dans la voirie de Marseille le 15 décembre 1947.

## Bâtiments remarquables et lieux de mémoire
- Au début du boulevard se trouve le palais des sports à proximité du parvis de la tribune Ganay du stade Vélodrome. Un peu plus au sud se trouve le siège de la SCO Sainte-Marguerite située au carrefour avec les boulevards Schloesing et de la Pugette.
- Au numéro 232 se trouve l’institut Paoli-Calmettes, centre de traitement du cancer.
- Au numéro 249 se trouve l’Hôpital Salvator, unité de psychiatrie infanto-juvénile.
- Au numéro 270 se trouve l’entrée est de l’Hôpital Sainte-Marguerite.